# دونكان ألان
دونكان ألان (14 أكتوبر 1991 في أستراليا - ) (بالإنجليزية: Duncan Allan)‏ هو لاعب كريكت كيني. شارك مع منتخب كينيا الوطني للكريكت. أما مع النوادي، فقد لعب مع Kenya Kongonis Cricket Club ‏.

## وصلات خارجية
- دونكان ألان على موقع إي آس بي آن كريك إنفو (الإنجليزية)